# Битва над Тележиною
Би́тва над Тележи́ною сталася 26 травня 1653 р. під час походу Тимоша Хмельницького на Волощину напередодні вирішальної битви цієї кампанії.

## Перебіг
На звістку про поразку військ Діку Буєску в битві під Фокшанами, господар волоський Матвій Басараб дав наказ до загального відступу. Війська Діку Буєску опинилися в ар'єргарді волоської армії. 26 травня біля річки Тележина (Телаєн) у місцевості Сопля їх наздогнав авангард козацько-молдовських військ, яким командував Васіле Лупу. Дійшло до сутички, під час якої волоська кіннота прикривала відступ своєї піхоти. Атака молдован Лупу нарешті змусила волохів до утечі. На сейменів (піхоту), що залишилися на полі бою, незабаром вдарили козаки Тимоша Хмельниченка, змусивши їх до відступу. Обі сторони перестрілювалися на лісистому терені, при тому сеймени завдали значних втрат козакам, в бою загинуло два козацьких сотника. Після того, як перестрілка стихла, сеймени відійшли в густі чагарники біля річки Прохова, де перечекали до вечора, а уночі під прикриттям темряви переправились через річку та дійшли до табору під Фінтою.